# Медаль за участь у військово-космічній кампанії
Медаль за участь у військово-космічній кампанії (США) (англ. Air and Space Campaign Medal) — військова нагорода США, медаль, що присвоюється особовому складу Повітряних сил країни. Медаллю визначається особовий склад, який, починаючи з 24 березня 1999 року, брав активну участь у підготовці та проведенні операцій Повітряних сил, за планами Начальника штабу ПС.

## Критерії нагородження
Медаллю за участь у військово-космічній кампанії нагороджуються військовослужбовці та службовці ПС США, які здійснювали безпосередню підтримку військових операцій протягом принаймні тридцяти днів поспіль або протягом шістдесяти днів, що не були послідовними. «Безпосередня підтримка» визначається як пряма участь у підготовці та проведенні операції, схваленої Начальником штабу ПС, в межах географічної зони, де вона проводилася. Це включає в себе, але не обмежуючись цим, забезпечення вильотів авіації, розвідку, спостереження, цілевказання тощо. Командири ескадрильї можуть визначати інші функції, які відповідають критеріям цієї нагороди.
Медаль за участь у військово-космічній кампанії вручається тільки персоналу ПС і заборонена для нагородження, якщо вже була отримана медаль за проведення цієї кампанії чи операції. Додаткове нагородження позначається зірками за службу.